# Tachyoryctes naivashae
Tachyoryctes naivashae es una especie de roedor de la familia Spalacidae.

## Distribución geográfica
Es  endémica de Kenia.

## Hábitat
Su hábitat natural son: zonas húmedas subtropicales o tropicales, montañas, sabanas, la tierra, herbáceos y pastizales.